# Баракі (Мазовецьке воєводство)
Баракі (пол. Baraki) — село в Польщі, у гміні Сохоцин Плонського повіту Мазовецького воєводства.
Населення — 70 осіб (2011).
У 1975-1998 роках село належало до Цехановського воєводства.

## Демографія
Демографічна структура станом на 31 березня 2011 року:
|          | Загалом | Допрацездатний вік | Працездатний вік | Постпрацездатний вік |
| -------- | ------- | ------------------ | ---------------- | -------------------- |
| Чоловіки | 35      | 4                  | 26               | 5                    |
| Жінки    | 35      | 5                  | 21               | 9                    |
| Разом    | 70      | 9                  | 47               | 14                   |